# Gdańsk Biskupia Górka
Gdańsk Biskupia Górka – zlikwidowany przystanek osobowy w Gdańsku, na 326 kilometrze linii nr 9 Warszawa Wschodnia - Gdańsk Główny.

## Historia

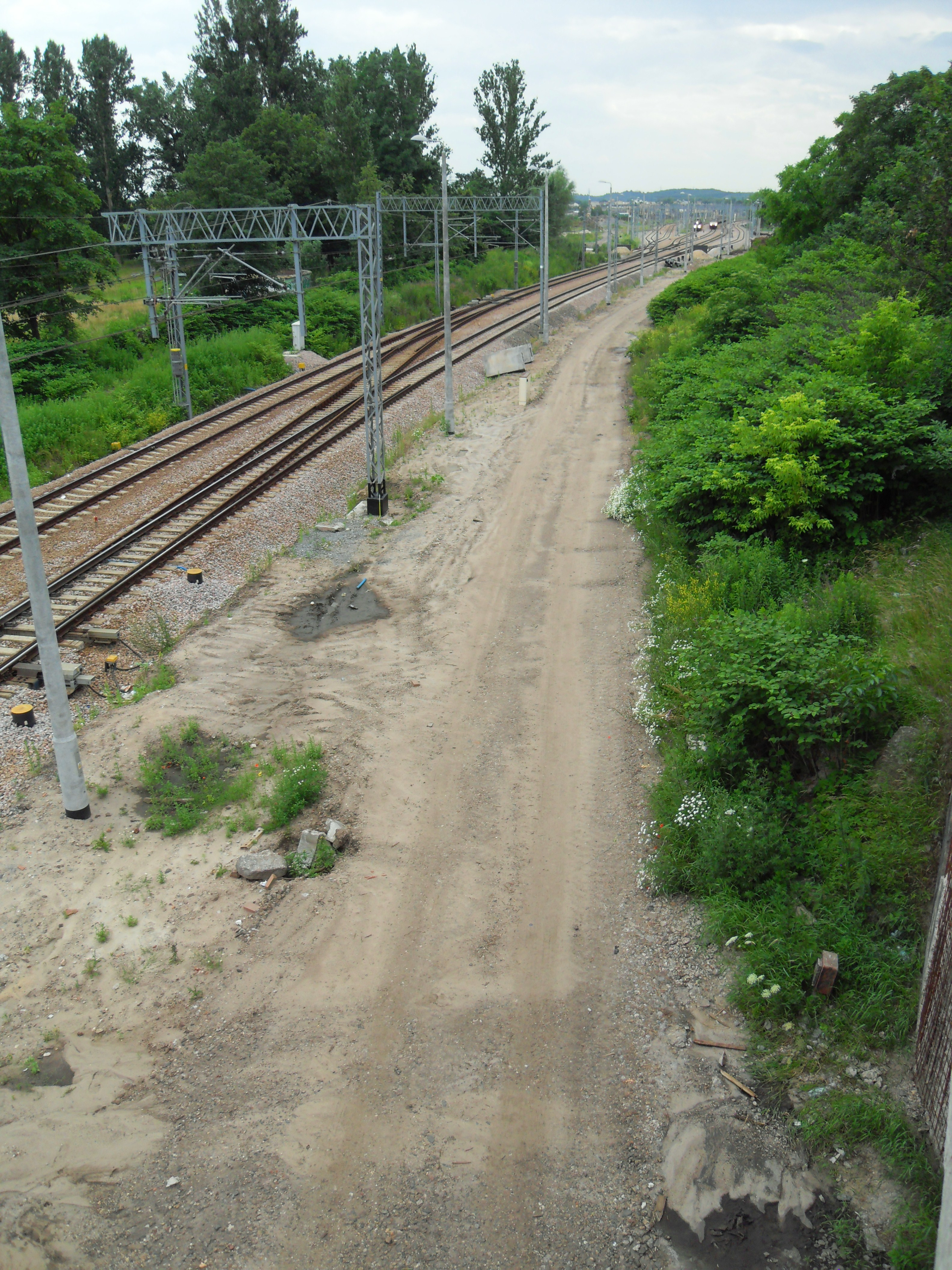
Miejsce, w którym znajdował się przystanek

Przystanek znajdował się w dzielnicy Śródmieście, na Zaroślaku w pobliżu dzisiejszego Urzędu Wojewódzkiego pod wiaduktem na Zaroślaku nad Kanałem Raduni u podnóża Biskupiej Górki. Posiadał bezpośrednie połączenie z gdańską siecią tramwajową (linia na Orunię). Znajdował się za istniejącą do 1927 roku Bramą Oruńską.
Rozwój miasta i rosnąca liczba mieszkańców Gdańska wymuszały rozbudowę stacji podmiejskich. Przystanek został zbudowany w latach 1908-1909 na linii Gdańsk - Tczew, w głębokim wykopie. Peron, na którym znajdował się budynek kasowy oraz poczekalnia z toaletą, został przykryty 100-metrowej długości wiatą i był dostępny ze znajdującego się prostopadle, powyżej wiaduktu ulicy.
Kolejarze polscy pracujący na liniach kolejowych (normalnotorowych) wewnątrz Wolnego Miasta Gdańska (będącymi pod zarządem Dyrekcji Okręgowej PKP w Toruniu) nadali temu przystankowi nieoficjalną nazwę Gdańsk Pietraszewo. Nazwą Pietraszewo nazywano w późniejszym okresie również tereny w pobliżu przystanku, które dziś nazywa się Zaroślak. Obszar ten nosił nazwę Petershagen, stąd wzięło się spolszczenie. Po II wojnie światowej, przez krótki czas przystanek nosił nazwę Pietraszek.
Po wojnie przystanek osobowy funkcjonował do połowy lat 60. a po jego zamknięciu dla odprawy podróżnych następnym przystankiem za Gdańskiem Głównym stał się przystanek Gdańsk Orunia. Likwidacja przystanku nastąpiła wraz z przebudową układu drogowego i budową nowego wiaduktu w miejscu dotychczasowego, w ciągu Traktu św. Wojciecha.